# ハインリヒ・テオドール・ヴェーレ

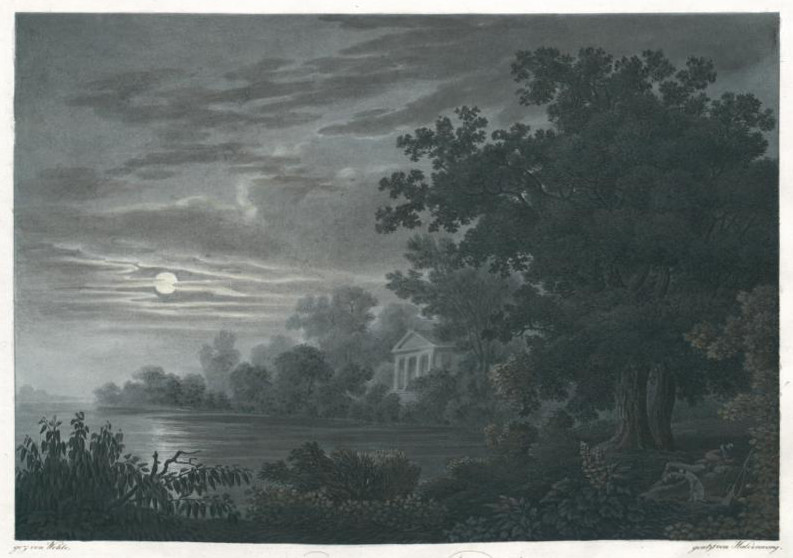
「エルベ川の岸辺」

ハインリヒ・テオドール・ヴェーレ（Heinrich Theodor Wehle 、高地ソルブ語の名前: Hendrich Božidar Wjela 、ロシアでの名、Генрих Теодор Веле、 Genrich Teodor Vele、1778年3月7日 - 1805年1月1日）はドイツの風景画家、版画家である。

## 略歴
現在のザクセン州のMückaに生まれた。父親は牧師で、母親は役人の娘だった。家族と1782年に、5㎞程離れたKrebaに移り、オーバーラウジッツ地方（Oberlausitz）の自然の中で育った。オーバーラウジッツ地方の風景は初期のヴェーラーの絵のテーマになった。
1790年頃からゲルリッツの絵画学校と高校で、風景画家のクリストフ・ナーテ( Christoph Nathe :1753-1806)に学んだ後、1793年からドレスデンの美術学校でジョバンニ・バティスタ・カサノヴァ(Giovanni Battista Casanova: 1730-1795)に歴史画を学び、ヨハン・クリスティアン・クレンゲル(Johann Christian Klengel: 1751-1824)に風景画を学び、版画をアドリアン・ツィングに学んだ。美術アカデミーでも風景画家としての技量を認められ、1799年にデッサウの美術出版協会(Chalkographische Gesellschaft zu Dessau)で版画の下絵を描く仕事に雇われた。
乗馬が好きで、絵を売った金は、乗馬のための馬を借りる費用に費やしていた。1801年にロシア皇帝アレクサンドル1世に招かれて、ロシアを訪れ、フランス革命を逃れてロシア科学アカデミーの総裁になっていた、考古学者のショワズール＝グーフィエ(Marie-Gabriel-Florent-Auguste de Choiseul-Gouffier) を訪ねた。ムシン＝プーシキン（Apollo Mussin-Pushkin）が率いる1802年からのアジア探検に画家として参加することを依頼された。2月にジョージア、コーカサスに到着し、探検隊はペルシャへ探検を続けたが、ヴェーレは健康を害し、探検隊を離れ、ドイツに戻ることを選択したが、1805年の1月1日、ザクセンのバウツェンで26歳で亡くなった。